# Автопортрет (Білінська, 1887)

«Автопортрет» (1887)

«Автопортрет» (1887) — картина художниці українського походження Анни Білінської.

## Історія створення
Історію народження задуму цього твору розкривають спогади сучасників:
|  | Щоб якось розвеселити хвору подругу, вирішено було розіграти її гостей. Анна переодяглась у селянку і настільки органічно увійшла в роль, що ніхто із присутніх, крім письменника І. Крашевського, не впізнав її, так пасувало Анні те вбрання, підкреслюючи скромну вроду молодої польки. |

## Опис
Найвідоміша картина художниці, на якій вона зобразила себе в українському національному вбранні.
|  | …Анна Білінська малює себе, роблячи перерву в своїй роботі. Вона переконливо розслаблена. Вона не спромоглася зняти фартух, і, хоча її волосся заколоте по-денному, деякі жмутки втекли. Оскільки вона сидить на домашньому кріслі з гнутої деревини, то схиляється наперед вдивляючись в глядача, жмут пензлів тримає в одній руці навскіс фартуха та її палітра гранично звисає в іншій… Така поза Білінської небачена раніше. Вона посадила себе перед завісою, яка створює тло для моделей. Сполучення динамічної пози та тла створює заниження, але стає легким шляхом промовити глядачеві, що вона стала — але тільки тимчасово — моделлю, а не художницею |

## Участь у показах
- 1887 року в Салоні Парижа. Золота медаль.
- 1887 року на Всесвітній виставці в Парижі. Срібна медаль.
- 1888 року в Королівській академії в Лондоні.
- 1888 року в Варшаві, Польща
- 1890 року в Мюнхені, Німеччина.
- 1891 року в Берліні, Німеччина. Золота медаль.
- США

## Відгуки преси
|  | Автопортрет художниці, який у минулому році отримав золоту медаль в Салоні та потім захищений почесним дипломом у Кракові, отримав і на цьому конкурсі одну з перших нагород. Цей портрет не відзначається особливою красою, але свідчить про таку безпосередню простоту та природність у розумінні предмету, і, при великій правдивості та виразності, виконаний з такою ретельною технікою, що з цієї причини заслуговує на широке визнання, яке отримав. |

|  | За останні кілька років вона піднялася до вершин, стала однією з найвидатніших портретистів сучасності і двічі отримувала медаль на показах у Парижі. … Наша художниця цілковито належить до школи пленер, яка переважає в майстернях Парижа, і без вагання прийняла мелодраматичність контрастів темних кольорів зі світлом — правда з прозорістю та помірним насиченням тонів. У цьому тріумфі нічого чогось більш незвичайного, ніж палітра сірих кольорів, але одночасно ретельність мистецтва художника. Напевно немає потреби попереджати, що як учениця пана Бугро, панна Білінська оволоділа витонченою елегантністю пензля, і немає в неї ані дещиці ґмінної простоти, без потрапляння в манірність та наслідування, тільки вишукане малярство. Ми захоплюємося поетичністю композиції, смаком розташування, гармонією кольорів, помітних на тлі енергійного та сумлінного малюнку, дивуємося палітрі, багатству та умінню зробити визначений вибір поміж барвами та віднайти відому низку додаткових кольорів; нарешті дивуємося м'якому освітленню образу та прозорістю тонів. |

## Доля картини
- У 1888 році «Автопортрет в українському вбранні» придбала Лондонська галерея.
- Зараз картина у Мюнхенській картинній галереї.